# LGS 3
LGS 3 je trpasličí galaxie v souhvězdí Ryb, jedna z menších členů Místní skupiny galaxií. Byla objevena v roce 1976 Valentinou Karachentsevovou. Pravděpodobně se jedná o satelitní galaxii Galaxie v Trojúhelníku nebo Galaxie v Andromedě. LGS 3 se nachází ve vzdálenosti přibližně 2,51 ± 0,08 milionu světelných let (769 ± 25 kpc) od Slunce.

## Charakteristika
LGS 3 se nachází přibližně 913 tisíc světelných let (280 kpc) od M31 a M33. Její jádro má poloměr přibližně 483 světelných let (148 pc), zatímco celkový průměr galaxie dosahuje 966 světelných let (296 pc). Celková hmotnost galaxie se odhaduje na 2,6 × 107 hmotností Slunce.
LGS 3 se pohybuje směrem k galaxii M31 rychlostí -100 km/s.

## Vývoj hvězd
Výzkumy ukazují, že rychlost tvorby hvězd v LGS 3 klesá posledních 10 miliard let. Většina hvězd se vytvořila v rané historii galaxie, přibližně před 8 miliardami let. Posledních 100 milionů let zde nedošlo k žádné významné tvorbě hvězd.
Většina hvězd této galaxie jsou staré s nízkým obsahem kovů, jejich stáří se odhaduje na 8 miliard let. Na okrajích galaxie se však nacházejí mladé, horké (modré) hvězdy, což naznačuje, že tvorba hvězd probíhala v nepravidelných epizodách.

## Porovnání s jinými galaxiemi
Galaxie LGS 3 je v mnoha ohledech podobná Phoenixu a DDO 210, které se také řadí k přechodnému typu mezi eliptickými a trpasličími nepravidelnými galaxiemi. Na rozdíl od nich však u LGS 3 pozorujeme méně výraznou současnou tvorbu hvězd..